# 22173 Myersdavis
22173 Myersdavis (2000 XE25) là một tiểu hành tinh vành đai chính được phát hiện ngày 4 tháng 12 năm 2000 bởi nhóm nghiên cứu tiểu hành tinh gần Trái Đất phòng thí nghiệm Lincoln ở Socorro.